# Lugny-Bourbonnais
Lugny-Bourbonnais är en kommun i departementet Cher i regionen Centre-Val de Loire i de centrala delarna av Frankrike. Kommunen ligger  i kantonen Nérondes som tillhör arrondissementet Saint-Amand-Montrond. År 2021 hade Lugny-Bourbonnais 34 invånare.

## Befolkningsutveckling
Antalet invånare i kommunen Lugny-Bourbonnais
Referens:INSEE